# Torneo Apertura 2014 de Primera División (Guatemala)
El Torneo Apertura 2014 de Primera División es el torneo futbolístico de la Primera División de Guatemala. Comenzó el 2 de agosto y terminó el 14 de diciembre, fecha en la que fue disputada la final.

## Equipos

### Grupo A
| Equipo                    | Ciudad                 | Estadio                            | Capacidad | Entrenador   |
| ------------------------- | ---------------------- | ---------------------------------- | --------- | ------------ |
| Deportivo Chiantla        | Chiantla               | Estadio de Buenos Aires            | 2000      | Bandera de ? |
| Deportivo San Pedro       | San Pedro Sacatepéquez | Estadio Municipal de San Pedro     | 4000      | Bandera de ? |
| Deportivo Barillas        | Malacatancito          | Estadio Municipal de Malacatancito | 3000      | Bandera de ? |
| Aurora FC                 | Ciudad de Guatemala    | Estadio del Ejército               | 12 453    | Bandera de ? |
| CSD Nueva Concepción      | Nueva Concepción       | Estadio José Luis Ibarra           | 3000      | Bandera de ? |
| Deportivo Puerto San José | San José               | Estadio Vicente Arévalo            | 1.500     | Bandera de ? |
| Comunicaciones II         | Ciudad de Guatemala    | Estadio Cementos Progreso          | 17 022    | Bandera de ? |
| CSD Huehueteco            | Huehuetenango          | Estadio Los Cuchumatanes           | 5 340     | Bandera de ? |
| Iztapa                    | Iztapa                 | Estadio Municipal El Morón         | 3 000     | Bandera de ? |
| Deportivo Ayutla          | Ayutla                 | Estadio Tecún Umán                 | 3 000     | Bandera de ? |

### Grupo B
| Equipo                | Ciudad              | Estadio                        | Capacidad | Entrenador     |
| --------------------- | ------------------- | ------------------------------ | --------- | -------------- |
| Cobán Imperial        | Cobán               | Estadio José Ángel Rossi       | 15 000    | Bandera de ?   |
| Deportivo Mictlán     | Asunción Mita       | Estadio La Asunción            | 3 000     | Sergio Guevara |
| Deportivo Mixco       | Ciudad de Guatemala | Estadio Cementos Progreso      | 17 022    | Bandera de ?   |
| CSD Carchá            | San Pedro Carchá    | Estadio Juan Ramón Ponce       | 4 000     | Bandera de ?   |
| Deportivo Quirigua    | Los Amates          | Estadio Municipal Quirigua     | 2 500     | Bandera de ?   |
| CSD Sayaxché          | Sayaxché            | Estadio Municipal La Pasión    | 4 000     | Bandera de ?   |
| Deportivo Jocotán     | Jocotán             | Estadio Municipal Olimpia      |           | Bandera de ?   |
| Zacapa                | Zacapa              | Estadio David Ordóñez Bardales | 8 000     | Bandera de ?   |
| Heredia               | Morales             | Estadio Del Monte              | 9 000     | Sergio Pardo   |
| Deportivo Sacachispas | Chiquimula          | Estadio Las Victorias          | 9 000     | Bandera de ?   |

## Clasificación

### Grupo A
|     | Equipo                    | PJ | G | E | P | GF | GC | Dif. | Pts. |
| --- | ------------------------- | -- | - | - | - | -- | -- | ---- | ---- |
| 1º  | Deportivo Chiantla        | 0  | 0 | 0 | 0 | 0  | 0  | 0    | 0    |
| 2º  | Deportivo San Pedro       | 0  | 0 | 0 | 0 | 0  | 0  | 0    | 0    |
| 3º  | Deportivo Barillas        | 0  | 0 | 0 | 0 | 0  | 0  | 0    | 0    |
| 4º  | Aurora FC                 | 0  | 0 | 0 | 0 | 0  | 0  | 0    | 0    |
| 5º  | CSD Nueva Concepción      | 0  | 0 | 0 | 0 | 0  | 0  | 0    | 0    |
| 6º  | Deportivo Puerto San José | 0  | 0 | 0 | 0 | 0  | 0  | 0    | 0    |
| 7º  | Comunicaciones II         | 0  | 0 | 0 | 0 | 0  | 0  | 0    | 0    |
| 8º  | CSD Huehueteco            | 0  | 0 | 0 | 0 | 0  | 0  | 0    | 0    |
| 9º  | Iztapa                    | 0  | 0 | 0 | 0 | 0  | 0  | 0    | 0    |
| 10º | Deportivo Ayutla          | 0  | 0 | 0 | 0 | 0  | 0  | 0    | 0    |

### Grupo B
|     | Equipo | PJ | G | E | P | GF | GC | Dif. | Pts. |
| --- | ------ | -- | - | - | - | -- | -- | ---- | ---- |
| 1º  |        | 0  | 0 | 0 | 0 | 0  | 0  | 0    | 0    |
| 2º  |        | 0  | 0 | 0 | 0 | 0  | 0  | 0    | 0    |
| 3º  |        | 0  | 0 | 0 | 0 | 0  | 0  | 0    | 0    |
| 4º  |        | 0  | 0 | 0 | 0 | 0  | 0  | 0    | 0    |
| 5º  |        | 0  | 0 | 0 | 0 | 0  | 0  | 0    | 0    |
| 6º  |        | 0  | 0 | 0 | 0 | 0  | 0  | 0    | 0    |
| 7º  |        | 0  | 0 | 0 | 0 | 0  | 0  | 0    | 0    |
| 8º  |        | 0  | 0 | 0 | 0 | 0  | 0  | 0    | 0    |
| 9º  |        | 0  | 0 | 0 | 0 | 0  | 0  | 0    | 0    |
| 10º |        | 0  | 0 | 0 | 0 | 0  | 0  | 0    | 0    |

## Goleadores
| Jugador         | Equipo               | Goles |
| --------------- | -------------------- | ----- |
| Johnny Cubero   | Deportivo Mictlán    | 12    |
| Gerson Tinoco   | Cobán Imperial       | 10    |
| Ángel Rodríguez | Deportivo Barillas   | 9     |
| Edwin Villatoro | CSD Nueva Concepción | 9     |
| Jorge Estrada   | Aurora FC            | 9     |

## Resultados

### Grupo A
| Aurora             | 4 - 1 | Nueva Concepción | 2 de agosto | Estadio del Ejército     |
| Huehueteco         | 0 - 1 | Puerto San José  | 3 de agosto | Estadio Los Cuchumatanes |
| Deportivo Chiantla | 1 - 0 | Barillas         | 3 de agosto | Estadio Buenos Aires     |
| Ayutla             | 0 - 0 | Iztapa           | 3 de agosto | Estadio Tecúm Umán       |
| San Pedro          | 1 - 0 | Comunicaciones B | 3 de agosto | Estadio Municipal        |

| Puerto San José  | 2 - 2 | Deportivo Chiantla | 9 de agosto  |  |
| Comunicaciones B | 1 - 1 | Aurora             | 10 de agosto |  |
| Iztapa           | 0 - 1 | Huehueteco         | 10 de agosto |  |
| Nueva Concepción | 2 - 2 | Ayutla             | 10 de agosto |  |
| Barillas         | 2 - 0 | San Pedro          | 10 de agosto |  |

## Fase Final
|  | Cuartos de final                             | Cuartos de final                             | Cuartos de final                             |   |                     | Semifinales                                | Semifinales                                | Semifinales                                |  |  | Final                                        | Final                                        | Final                                        |
|  | Ida: 23 de noviembre Vuelta: 30 de noviembre | Ida: 23 de noviembre Vuelta: 30 de noviembre | Ida: 23 de noviembre Vuelta: 30 de noviembre |   |                     | Ida: 3 de diciembre Vuelta: 7 de diciembre | Ida: 3 de diciembre Vuelta: 7 de diciembre | Ida: 3 de diciembre Vuelta: 7 de diciembre |  |  | Ida: 10 de diciembre Vuelta: 14 de diciembre | Ida: 10 de diciembre Vuelta: 14 de diciembre | Ida: 10 de diciembre Vuelta: 14 de diciembre |
|  |                                              |                                              |                                              |   |                     |                                            |                                            |                                            |  |  |                                              |                                              |                                              |
|  | Deportivo Mixco                              | 2                                            | 1                                            |   |                     |                                            |                                            |                                            |  |  |                                              |                                              |                                              |
|  | Deportivo San Pedro                          | 2                                            | 1                                            |   |                     |                                            |                                            |                                            |  |  |                                              |                                              |                                              |
|  | Deportivo San Pedro                          | 2                                            | 1                                            |   | Deportivo San Pedro | 2                                          | 0                                          |                                            |  |  |                                              |                                              |                                              |
|  |                                              |                                              |                                              |   | Deportivo San Pedro | 2                                          | 0                                          |                                            |  |  |                                              |                                              |                                              |
|  |                                              | Deportivo Mictlán                            | 0                                            | 3 |                     |                                            |                                            |                                            |  |  |                                              |                                              |                                              |
|  | Deportivo Barillas                           | Deportivo Mictlán                            | 0                                            | 3 | 2                   | 0                                          |                                            |                                            |  |  |                                              |                                              |                                              |
|  | Deportivo Barillas                           |                                              |                                              |   | 2                   | 0                                          |                                            |                                            |  |  |                                              |                                              |                                              |
|  | Deportivo Mictlán                            | 0                                            | 4                                            |   |                     |                                            |                                            |                                            |  |  |                                              |                                              |                                              |
|  |                                              |                                              |                                              |   |                     |                                            |                                            |                                            |  |  | Deportivo Mictlán                            | 1                                            |                                              |
|  |                                              |                                              | Deportivo Chiantla                           | 0 |                     |                                            |                                            |                                            |  |  |                                              |                                              |                                              |
|  | Cobán Imperial                               | 0                                            | 1                                            |   |                     |                                            |                                            |                                            |  |  |                                              |                                              |                                              |
|  | Aurora FC                                    | 1                                            | 1                                            |   |                     |                                            |                                            |                                            |  |  |                                              |                                              |                                              |
|  | Aurora FC                                    | 1                                            | 1                                            |   | Aurora FC           | 0                                          | 0                                          |                                            |  |  |                                              |                                              |                                              |
|  |                                              |                                              |                                              |   | Aurora FC           | 0                                          | 0                                          |                                            |  |  |                                              |                                              |                                              |
|  |                                              | Deportivo Chiantla                           | 0                                            | 2 |                     |                                            |                                            |                                            |  |  |                                              |                                              |                                              |
|  | CSD Carchá                                   | Deportivo Chiantla                           | 0                                            | 2 | 1                   | 0                                          |                                            |                                            |  |  |                                              |                                              |                                              |
|  | CSD Carchá                                   |                                              |                                              |   | 1                   | 0                                          |                                            |                                            |  |  |                                              |                                              |                                              |
|  | Deportivo Chiantla                           | 0                                            | 3                                            |   |                     |                                            |                                            |                                            |  |  |                                              |                                              |                                              |

## Final
| 10 de diciembre de 2014 - 11:00 | Deportivo Mictlán | 1-0 (0:0) | Deportivo Chiantla | Estadio La Asunción, Asunción Mita |                          |
|                                 | Montufar 80'      |           |                    | Árbitro(s): Carlos Reyes           | Árbitro(s): Carlos Reyes |

| 21 de diciembre de 2014 - 11:00 | Deportivo Chiantla | 1-2 (1:1) | Deportivo Mictlán        | Estadio Buenos Aires, Chiantla |                         |
|                                 | Tello 36'          | Reporte   | Torres 6' · Montufar 72' | Árbitro(s): Deivi Locon        | Árbitro(s): Deivi Locon |

### Final - Ida
| 1     | POR   | William Negrete |  |
| 2     | DEF   | Luis Torres     |  |
| 4     | DEF   | Carlos Herrera  |  |
| 6     | DEF   | Samuel Monroy   |  |
| 16    | DEF   | Diego Palma     |  |
| 10    | MED   | Edgar Cotto     |  |
| 7     | MED   | Bryan Lemus     |  |
| 14    | MED   | Billy Torres    |  |
| 13    | MED   | Mynor Trejo     |  |
| 21    | DEL   | Johnny Cubero   |  |
| 9     | DEL   | Gerson Lima     |  |
| D. T. | D. T. | Sergio Guevara  |  |

| 32    | POR   | William Escobedo       |  |
| 3     | DEF   | Cristian Villavicencio |  |
| 24    | DEF   | Mario Calderón         |  |
| 4     | DEF   | Mynor Alva             |  |
| 10    | DEF   | Salvin Pilar           |  |
| 12    | MED   | Emerson Martínez       |  |
| 6     | MED   | Elacio Gotay           |  |
| 13    | MED   | Allan López            |  |
| 8     | MED   | Leonidas Palacios      |  |
| 30    | DEL   | Ricardo Torres         |  |
| 17    | DEL   | Mynor Pop              |  |
| D. T. | D. T. | Elvis Tello            |  |

| 12 | Defensa        | ? | Entró |
| 13 | Centrocampista | ? | Entró |
| 14 | Delantero      | ? | Entró |

| 12 | Defensa        | ? | Entró |
| 13 | Centrocampista | ? | Entró |
| 14 | Delantero      | ? | Entró |

| 80' | Irving Montufar | : |

| Amonestado · Amonestado | ? |

| Amonestado · Amonestado | ? |

| Expulsado · Otorgado · Expulsado | ? |

| Expulsado · Otorgado · Expulsado | ? |

| Principal  | Carlos Reyes   |
| Asistentes | Luis Ramírez   |
|            | Vilder Hidalgo |
| Cuarto     | Alex García    |

| 1     | POR   | William Negrete |  |
| 2     | DEF   | Luis Torres     |  |
| 4     | DEF   | Carlos Herrera  |  |
| 6     | DEF   | Samuel Monroy   |  |
| 16    | DEF   | Diego Palma     |  |
| 10    | MED   | Edgar Cotto     |  |
| 7     | MED   | Bryan Lemus     |  |
| 14    | MED   | Billy Torres    |  |
| 13    | MED   | Mynor Trejo     |  |
| 21    | DEL   | Johnny Cubero   |  |
| 9     | DEL   | Gerson Lima     |  |
| D. T. | D. T. | Sergio Guevara  |  |

| 32    | POR   | William Escobedo       |  |
| 3     | DEF   | Cristian Villavicencio |  |
| 24    | DEF   | Mario Calderón         |  |
| 4     | DEF   | Mynor Alva             |  |
| 10    | DEF   | Salvin Pilar           |  |
| 12    | MED   | Emerson Martínez       |  |
| 6     | MED   | Elacio Gotay           |  |
| 13    | MED   | Allan López            |  |
| 8     | MED   | Leonidas Palacios      |  |
| 30    | DEL   | Ricardo Torres         |  |
| 17    | DEL   | Mynor Pop              |  |
| D. T. | D. T. | Elvis Tello            |  |

| 12 | Defensa        | ? | Entró |
| 13 | Centrocampista | ? | Entró |
| 14 | Delantero      | ? | Entró |

| 12 | Defensa        | ? | Entró |
| 13 | Centrocampista | ? | Entró |
| 14 | Delantero      | ? | Entró |

| 80' | Irving Montufar | : |

| Amonestado · Amonestado | ? |

| Amonestado · Amonestado | ? |

| Expulsado · Otorgado · Expulsado | ? |

| Expulsado · Otorgado · Expulsado | ? |

| Principal  | Carlos Reyes   |
| Asistentes | Luis Ramírez   |
|            | Vilder Hidalgo |
| Cuarto     | Alex García    |

| 1     | POR   | William Negrete |  |
| 2     | DEF   | Luis Torres     |  |
| 4     | DEF   | Carlos Herrera  |  |
| 6     | DEF   | Samuel Monroy   |  |
| 16    | DEF   | Diego Palma     |  |
| 10    | MED   | Edgar Cotto     |  |
| 7     | MED   | Bryan Lemus     |  |
| 14    | MED   | Billy Torres    |  |
| 13    | MED   | Mynor Trejo     |  |
| 21    | DEL   | Johnny Cubero   |  |
| 9     | DEL   | Gerson Lima     |  |
| D. T. | D. T. | Sergio Guevara  |  |

| 32    | POR   | William Escobedo       |  |
| 3     | DEF   | Cristian Villavicencio |  |
| 24    | DEF   | Mario Calderón         |  |
| 4     | DEF   | Mynor Alva             |  |
| 10    | DEF   | Salvin Pilar           |  |
| 12    | MED   | Emerson Martínez       |  |
| 6     | MED   | Elacio Gotay           |  |
| 13    | MED   | Allan López            |  |
| 8     | MED   | Leonidas Palacios      |  |
| 30    | DEL   | Ricardo Torres         |  |
| 17    | DEL   | Mynor Pop              |  |
| D. T. | D. T. | Elvis Tello            |  |

| 12 | Defensa        | ? | Entró |
| 13 | Centrocampista | ? | Entró |
| 14 | Delantero      | ? | Entró |

| 12 | Defensa        | ? | Entró |
| 13 | Centrocampista | ? | Entró |
| 14 | Delantero      | ? | Entró |

| 80' | Irving Montufar | : |

| Amonestado · Amonestado | ? |

| Amonestado · Amonestado | ? |

| Expulsado · Otorgado · Expulsado | ? |

| Expulsado · Otorgado · Expulsado | ? |

| Principal  | Carlos Reyes   |
| Asistentes | Luis Ramírez   |
|            | Vilder Hidalgo |
| Cuarto     | Alex García    |

| 1     | POR   | William Negrete |  |
| 2     | DEF   | Luis Torres     |  |
| 4     | DEF   | Carlos Herrera  |  |
| 6     | DEF   | Samuel Monroy   |  |
| 16    | DEF   | Diego Palma     |  |
| 10    | MED   | Edgar Cotto     |  |
| 7     | MED   | Bryan Lemus     |  |
| 14    | MED   | Billy Torres    |  |
| 13    | MED   | Mynor Trejo     |  |
| 21    | DEL   | Johnny Cubero   |  |
| 9     | DEL   | Gerson Lima     |  |
| D. T. | D. T. | Sergio Guevara  |  |

| 32    | POR   | William Escobedo       |  |
| 3     | DEF   | Cristian Villavicencio |  |
| 24    | DEF   | Mario Calderón         |  |
| 4     | DEF   | Mynor Alva             |  |
| 10    | DEF   | Salvin Pilar           |  |
| 12    | MED   | Emerson Martínez       |  |
| 6     | MED   | Elacio Gotay           |  |
| 13    | MED   | Allan López            |  |
| 8     | MED   | Leonidas Palacios      |  |
| 30    | DEL   | Ricardo Torres         |  |
| 17    | DEL   | Mynor Pop              |  |
| D. T. | D. T. | Elvis Tello            |  |

| 12 | Defensa        | ? | Entró |
| 13 | Centrocampista | ? | Entró |
| 14 | Delantero      | ? | Entró |

| 12 | Defensa        | ? | Entró |
| 13 | Centrocampista | ? | Entró |
| 14 | Delantero      | ? | Entró |

| 80' | Irving Montufar | : |

| Amonestado · Amonestado | ? |

| Amonestado · Amonestado | ? |

| Expulsado · Otorgado · Expulsado | ? |

| Expulsado · Otorgado · Expulsado | ? |

| Principal  | Carlos Reyes   |
| Asistentes | Luis Ramírez   |
|            | Vilder Hidalgo |
| Cuarto     | Alex García    |

### Final - Vuelta
| 1     | POR   | ?           |  |
| 2     | DEF   | ?           |  |
| 3     | DEF   | ?           |  |
| 4     | DEF   | ?           |  |
| 5     | DEF   | ?           |  |
| 6     | MED   | ?           |  |
| 7     | MED   | ?           |  |
| 8     | MED   | ?           |  |
| 9     | MED   | ?           |  |
| 10    | DEL   | ?           |  |
| 11    | DEL   | ?           |  |
| D. T. | D. T. | Elvis Tello |  |

| 1     | POR   | ?              |  |
| 2     | DEF   | ?              |  |
| 3     | DEF   | ?              |  |
| 4     | DEF   | ?              |  |
| 5     | DEF   | ?              |  |
| 6     | MED   | ?              |  |
| 7     | MED   | ?              |  |
| 8     | MED   | ?              |  |
| 9     | MED   | ?              |  |
| 21    | DEL   | Johnny Cubero  |  |
| 11    | DEL   | ?              |  |
| D. T. | D. T. | Sergio Guavara |  |

| 12 | Defensa        | ? | Entró |
| 13 | Centrocampista | ? | Entró |
| 14 | Delantero      | ? | Entró |

| 12 | Defensa        | ? | Entró |
| 13 | Centrocampista | ? | Entró |
| 14 | Delantero      | ? | Entró |

| Anotado · Anotado | ? | : |

| Anotado · Anotado | ? | : |

| Amonestado · Amonestado | ? |

| Amonestado · Amonestado | ? |

| Expulsado · Otorgado · Expulsado | ? |

| Expulsado · Otorgado · Expulsado | ? |

| Principal  | Deivi Locon   |
| Asistentes | Hugo Momotic  |
|            | Rafael Juárez |
| Cuarto     | Edgar Boror   |

| 1     | POR   | ?           |  |
| 2     | DEF   | ?           |  |
| 3     | DEF   | ?           |  |
| 4     | DEF   | ?           |  |
| 5     | DEF   | ?           |  |
| 6     | MED   | ?           |  |
| 7     | MED   | ?           |  |
| 8     | MED   | ?           |  |
| 9     | MED   | ?           |  |
| 10    | DEL   | ?           |  |
| 11    | DEL   | ?           |  |
| D. T. | D. T. | Elvis Tello |  |

| 1     | POR   | ?              |  |
| 2     | DEF   | ?              |  |
| 3     | DEF   | ?              |  |
| 4     | DEF   | ?              |  |
| 5     | DEF   | ?              |  |
| 6     | MED   | ?              |  |
| 7     | MED   | ?              |  |
| 8     | MED   | ?              |  |
| 9     | MED   | ?              |  |
| 21    | DEL   | Johnny Cubero  |  |
| 11    | DEL   | ?              |  |
| D. T. | D. T. | Sergio Guavara |  |

| 12 | Defensa        | ? | Entró |
| 13 | Centrocampista | ? | Entró |
| 14 | Delantero      | ? | Entró |

| 12 | Defensa        | ? | Entró |
| 13 | Centrocampista | ? | Entró |
| 14 | Delantero      | ? | Entró |

| Anotado · Anotado | ? | : |

| Anotado · Anotado | ? | : |

| Amonestado · Amonestado | ? |

| Amonestado · Amonestado | ? |

| Expulsado · Otorgado · Expulsado | ? |

| Expulsado · Otorgado · Expulsado | ? |

| Principal  | Deivi Locon   |
| Asistentes | Hugo Momotic  |
|            | Rafael Juárez |
| Cuarto     | Edgar Boror   |

| 1     | POR   | ?           |  |
| 2     | DEF   | ?           |  |
| 3     | DEF   | ?           |  |
| 4     | DEF   | ?           |  |
| 5     | DEF   | ?           |  |
| 6     | MED   | ?           |  |
| 7     | MED   | ?           |  |
| 8     | MED   | ?           |  |
| 9     | MED   | ?           |  |
| 10    | DEL   | ?           |  |
| 11    | DEL   | ?           |  |
| D. T. | D. T. | Elvis Tello |  |

| 1     | POR   | ?              |  |
| 2     | DEF   | ?              |  |
| 3     | DEF   | ?              |  |
| 4     | DEF   | ?              |  |
| 5     | DEF   | ?              |  |
| 6     | MED   | ?              |  |
| 7     | MED   | ?              |  |
| 8     | MED   | ?              |  |
| 9     | MED   | ?              |  |
| 21    | DEL   | Johnny Cubero  |  |
| 11    | DEL   | ?              |  |
| D. T. | D. T. | Sergio Guavara |  |

| 12 | Defensa        | ? | Entró |
| 13 | Centrocampista | ? | Entró |
| 14 | Delantero      | ? | Entró |

| 12 | Defensa        | ? | Entró |
| 13 | Centrocampista | ? | Entró |
| 14 | Delantero      | ? | Entró |

| Anotado · Anotado | ? | : |

| Anotado · Anotado | ? | : |

| Amonestado · Amonestado | ? |

| Amonestado · Amonestado | ? |

| Expulsado · Otorgado · Expulsado | ? |

| Expulsado · Otorgado · Expulsado | ? |

| Principal  | Deivi Locon   |
| Asistentes | Hugo Momotic  |
|            | Rafael Juárez |
| Cuarto     | Edgar Boror   |

| 1     | POR   | ?           |  |
| 2     | DEF   | ?           |  |
| 3     | DEF   | ?           |  |
| 4     | DEF   | ?           |  |
| 5     | DEF   | ?           |  |
| 6     | MED   | ?           |  |
| 7     | MED   | ?           |  |
| 8     | MED   | ?           |  |
| 9     | MED   | ?           |  |
| 10    | DEL   | ?           |  |
| 11    | DEL   | ?           |  |
| D. T. | D. T. | Elvis Tello |  |

| 1     | POR   | ?              |  |
| 2     | DEF   | ?              |  |
| 3     | DEF   | ?              |  |
| 4     | DEF   | ?              |  |
| 5     | DEF   | ?              |  |
| 6     | MED   | ?              |  |
| 7     | MED   | ?              |  |
| 8     | MED   | ?              |  |
| 9     | MED   | ?              |  |
| 21    | DEL   | Johnny Cubero  |  |
| 11    | DEL   | ?              |  |
| D. T. | D. T. | Sergio Guavara |  |

| 12 | Defensa        | ? | Entró |
| 13 | Centrocampista | ? | Entró |
| 14 | Delantero      | ? | Entró |

| 12 | Defensa        | ? | Entró |
| 13 | Centrocampista | ? | Entró |
| 14 | Delantero      | ? | Entró |

| Anotado · Anotado | ? | : |

| Anotado · Anotado | ? | : |

| Amonestado · Amonestado | ? |

| Amonestado · Amonestado | ? |

| Expulsado · Otorgado · Expulsado | ? |

| Expulsado · Otorgado · Expulsado | ? |

| Principal  | Deivi Locon   |
| Asistentes | Hugo Momotic  |
|            | Rafael Juárez |
| Cuarto     | Edgar Boror   |

|                                       |
| Deportivo Mictlán Campeón --º título. |

- Datos: Q18649874